# Riborg Voigt
Riborg Kirstine Voigt, född 1806, död 1883, gift Bøving, var H.C. Andersens ungdomsförälskelse. Hon var dotter till en välbärgad handelsman i Faaborg i Danmark.
Riborg Voigts bror Christian var studiekamrat med Andersen och under en resa 1830 besökte Andersen Voigts föräldrahem. Där blev han omedelbart förälskad i vännens brunögda syster. Riborg Voigt var emellertid redan förlovad med en annan. Efter en kort brevväxling under augusti till december 1830 där Riborg Voigt avvisade hans kärleksförklaringar begav sig Andersen på sin första utlandsresa, till Nordtyskland.
Av Andersens förälskelse blev det flera dikter, bland annat ”Min tankes tanke ene du er vorden”, publicerad 1832 i ”Bruden fra Lammermoor”. Dikten fick senare, idag mycket välbekant, musik av Edvard Grieg och titeln ”Jeg elsker dig” ur ”Hjertets melodier”, op. 5 nr 3 komponerade (1864–1865).
Efter sitt första möte med Riborg Voigt skrev Andersen:
| ” | Här uppstod plötsligt så starkt en ny värld för mig, så stor, men rymmes dock i fyra rader. | „ |

To brune Øjne jeg nylig så

i dem mit Hjem og min Verden lå.

Der flammed' Snillet og Barnets Fred;

jeg glemmer dem aldrig i Evighed!

(Två bruna ögon jag nyligt såg

i dem mitt hem och min värld låg.

Där brann snillet och barnets frid

jag glömmer dem aldrig i evig tid.)